# Île Avatanak
L'île Avatanak (en aléoute : Agutanax̂ ; en russe : Аватанак)  est une île du groupe des Îles Fox appartenant aux îles Aléoutiennes en Alaska (États-Unis).
Elle a été nommée par Piotr Krenitsyn lors de son expédition de 1768-1769.